# Chiesa di San Giovanni Battista (Borgo San Giovanni)
La chiesa di San Giovanni Battista, detta anche chiesa di San Giovanni Decollato, è la parrocchiale di Borgo San Giovanni, in provincia e diocesi di Lodi; fa parte del vicariato di Lodi Vecchio-San Martino in Strada.

## Storia
La presenza di un luogo di culto in paese è rilevata già nel XIV secolo, dato che in un documento privato del 1390 è menzionato un oratorio dedicato a San Giovanni Battista.
Questo edificio venne interessato nel 1827 da un intervento di ampliamento.
Nel 1920 la comunità Borgo San Giovanni fu eretta in parrocchia autonoma con territorio dismembrato da quella di Lodi Vecchio.

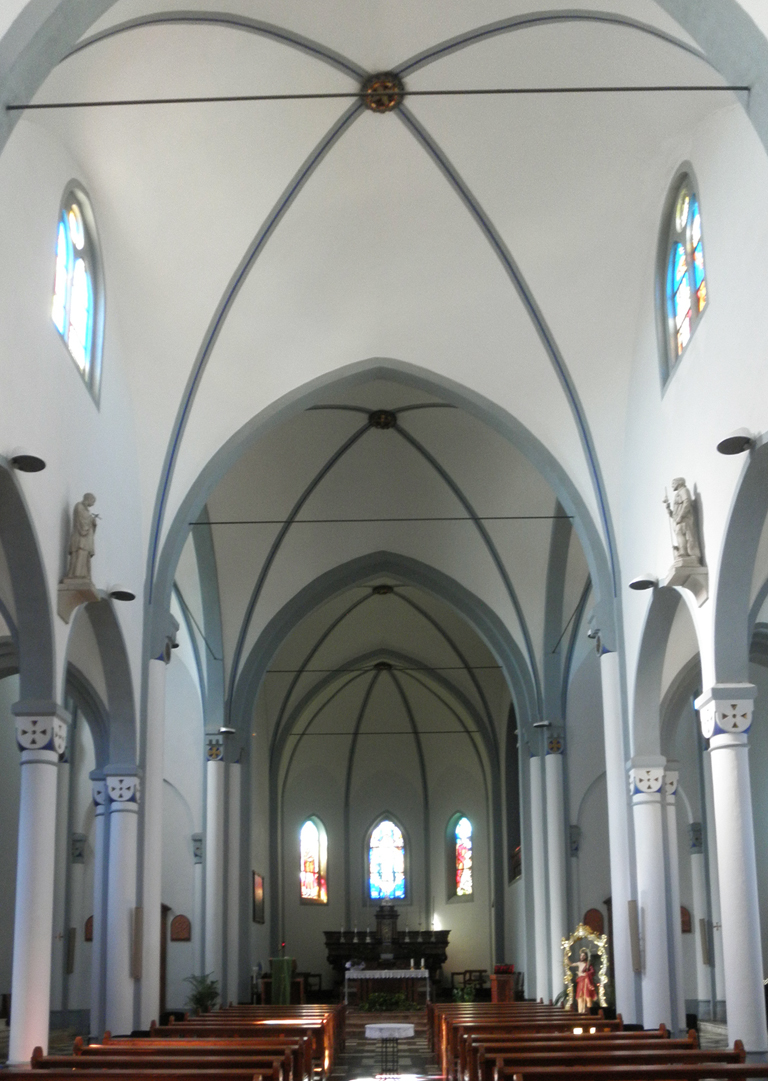
L'interno

Il 13 aprile 1930 si tenne la cerimonia di posa della prima pietra della nuova chiesa in stile neogotico; la parrocchiale, disegnata da Paolo Costermanelli, venne terminata nel 1933 limitatamente alle strutture murarie e nel 1946 per quanto riguarda la facciata, mentre la consacrazione fu impartita il 1º maggio 1954 dal vescovo di Lodi Tarcisio Vincenzo Benedetti.

## Descrizione

### Esterno
La simmetrica facciata a salienti della chiesa, rivolta a sudest e coronata da pinnacoli, si compone di tre corpi, ognuno dei quali presenta un portale d'ingresso, protetto dal protiro, e una bifora inscritti in un arco a sesto acuto; la parte centrale è caratterizzata anche da una fila di finestrelle con vetrate istoriate. 
Annesso alla parrocchiale è il campanile a base quadrata, la cui cella presenta su ogni lato una monofora ed è coronata dalla guglia piramidale.

### Interno
L'interno dell'edificio è suddiviso da colonne, sorreggenti archi a sesto acuto, in tre navate voltate a crociera, sulle quali si affacciano le cappelle laterali e i bracci del transetto; al termine dell'aula si sviluppa il presbiterio, rialzato di alcuni gradini, ospitante l'altare maggiore e chiuso dall'abside di forma poligonale.